# Benjamin Huger (General)

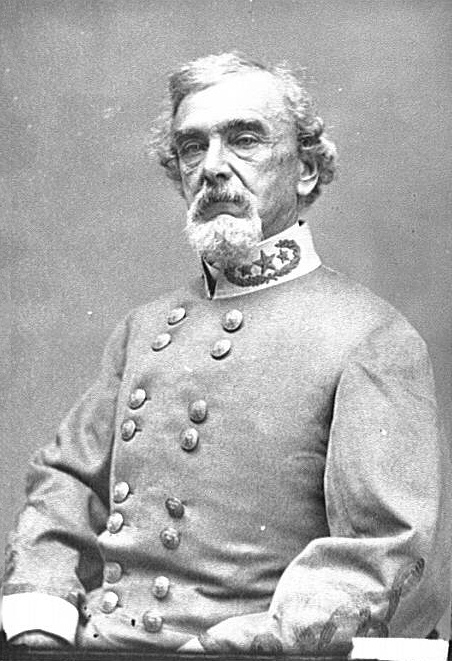
Benjamin Huger

Benjamin Huger (* 22. November 1805 in Charleston, South Carolina; † 7. Dezember 1877 ebenda) war Offizier im US-Heer und Generalmajor im konföderierten Heer während des Sezessionskrieges.

## Geburt und Ausbildung
Huger wurde in eine prominente Südstaatenfamilie in South Carolina hineingeboren, zu seinen Vorfahren zählte unter anderem Generalmajor Thomas Pinckney.
1821 wurde er an die US-Militärakademie West Point, New York berufen und graduierte am 1. Juli 1825 als achter seines Jahrgangs. Er wurde Leutnant im 3. US-Artillerieregiment.

## US-Offizier
Von 1828 bis 1830 besuchte Huger Europa, danach kommandierte er mit Unterbrechungen das Arsenal Fort Monroe, Virginia (1832–39, 1841–46, 1848–51). Kommandos in den Depots von Harpers Ferry und Pikesville, Maryland folgten.
Für seine Leistungen im Krieg gegen Mexiko bei der Belagerung von Veracruz sowie der Erstürmung Chapultepecs wurde er zum Brevet-Oberstleutnant befördert.
Im November 1860 wurde Huger angewiesen, das Kommando im Arsenal von Charleston zu übernehmen. In dieser Funktion verhandelte er mit Major Robert Anderson bei Fort Sumter und versuchte eine Übergabe zu erzielen. Am 12. April beteiligte er sich am Artillerieangriff auf das Fort.

## CS-General
Am 22. April 1861 quittierte Huger den Dienst im US-Heer; bereits am 16. März war er als Oberstleutnant in das reguläre konföderierte Heer übernommen worden. Am 17. Juni wurde er Brigadegeneral der Freiwilligen, am 7. Oktober Generalmajor.

### Norfolk
Von Mai 1861 bis Juni 1862 kommandierte er den Wehrbezirk um Norfolk und versäumte es, dem ihm unterstellten Brigadegeneral Henry A. Wise die angeforderten Verstärkungen zu senden. Daraufhin fiel das von Wise verteidigte Roanoke Island an die Union; Huger musste Norfolk evakuieren und sein Kommando nach Petersburg, Virginia verlegen, wo er den kurzlebigen Wehrbezirk Appomattox kommandierte.
Der Seehafen von Norfolk mitsamt den Werften und Fabriken blieb bis Kriegsende unter Kontrolle der USA, Kriegsminister Judah Philip Benjamin und Huger wurden mit schweren Vorwürfen seitens der konföderierten Politik konfrontiert.

### Halbinselfeldzug
Im Juni diente Huger als Divisionskommandeur unter dem Kommando James Longstreets während des Halbinsel-Feldzuges in der Schlacht von Seven Pines. Verbände der Division Longtreets behinderten Hugers Vormarsch, dennoch warf Longstreet Huger Säumigkeit vor und erwähnte ihn im Gefechtsbericht negativ. Huger bat deshalb, vor ein Kriegsgericht gestellt zu werden.

### Trans-Mississippi-Department
Nach der Schlacht am Malvern Hill wurde Huger vom aktiven Feldkommando entbunden und zum Inspekteur der Artillerie und Versorgungsgütern der Nord-Virginia-Armee ernannt. Am 26. August 1862 wurde er in den Wehrbereich Trans-Mississippi auf denselben Dienstposten versetzt; ab Juli 1863 war er für den gesamten Nachschub im Wehrbereich verantwortlich und behielt diesen Posten bis zur Kapitulation 1865.

## Nach der Militärlaufbahn
Benjamin Huger arbeitete nach dem Bürgerkrieg in Virginia und North Carolina als Farmer. Er ist auf dem Green Mount Cemetery in
Baltimore, Maryland, beerdigt.

## Trivia
- Sein Sohn Frank Huger, ebenfalls Offizier der CSA, kommandierte die unterstützende Artillerieattacke bei Pickett’s Charge in der Schlacht von Gettysburg.
- Er war Mitglied im Aztec Club of 1847.